# Église Saint-Saturnin de Limeray
Pour les articles homonymes, voir Église Saint-Saturnin.
L’église Saint-Saturnin de Limeray est une église catholique romaine située au cœur de la ville de Limeray (Indre-et-Loire- France), dans l'ancienne province de Touraine. Édifiée au XIe siècle en style roman et remaniée au XIIe siècle, sa voute fut refaite au XVIe siècle en style gothique angevin et ses ouvertures percées aux XVe siècle et XVIe siècle en style gothique flamboyant. Dotée d'une abside en cul-de-four, son portail d'entrée est un arc en plein cintre soutenu par des colonnes à chapiteaux. Son clocher a été reconstruit au XVIIIe siècle à la suite de son effondrement en 1711.
L'église Saint-Saturnin a été inscrite à l'inventaire des monuments historiques le 30 mars 1926 et la base de son clocher roman a été classée le 16 octobre 1992.

## Histoire

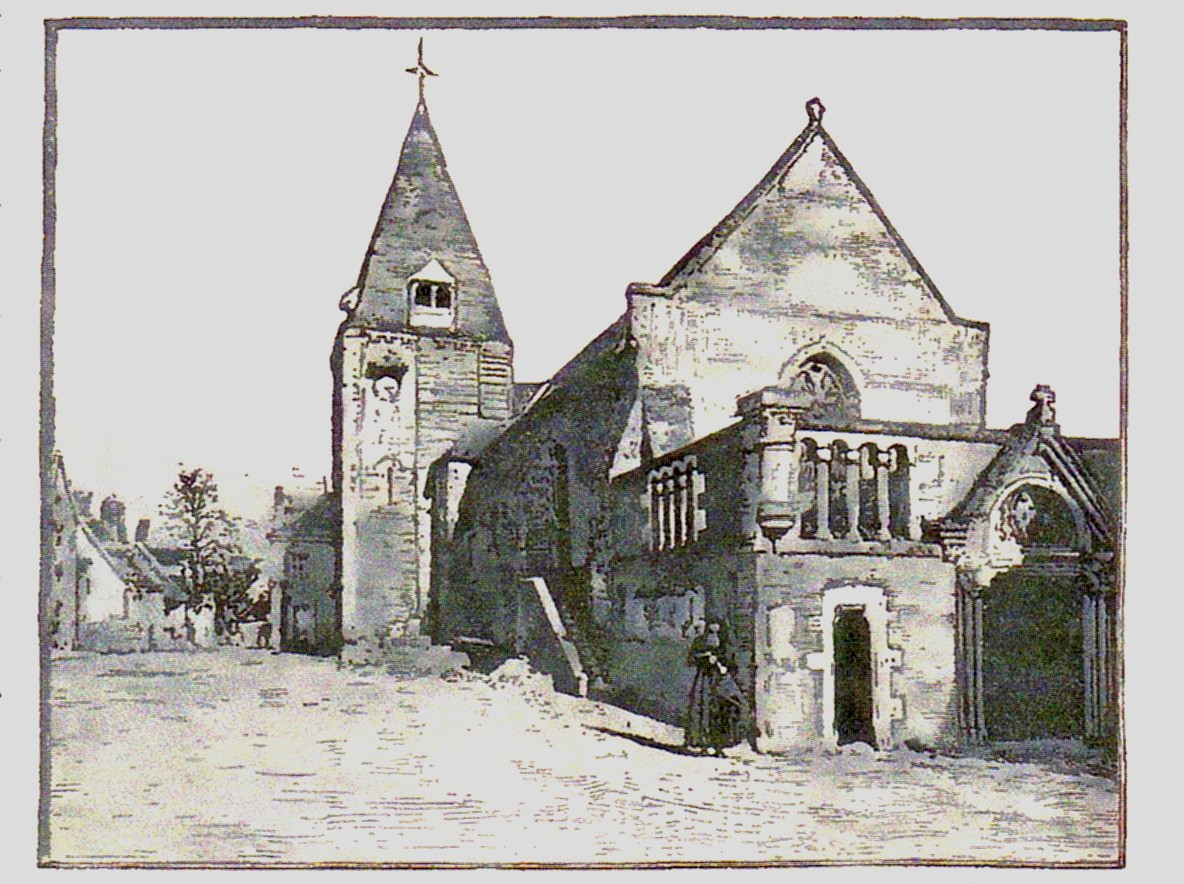
Église Saint-Saturnin avec son narthex vers 1900

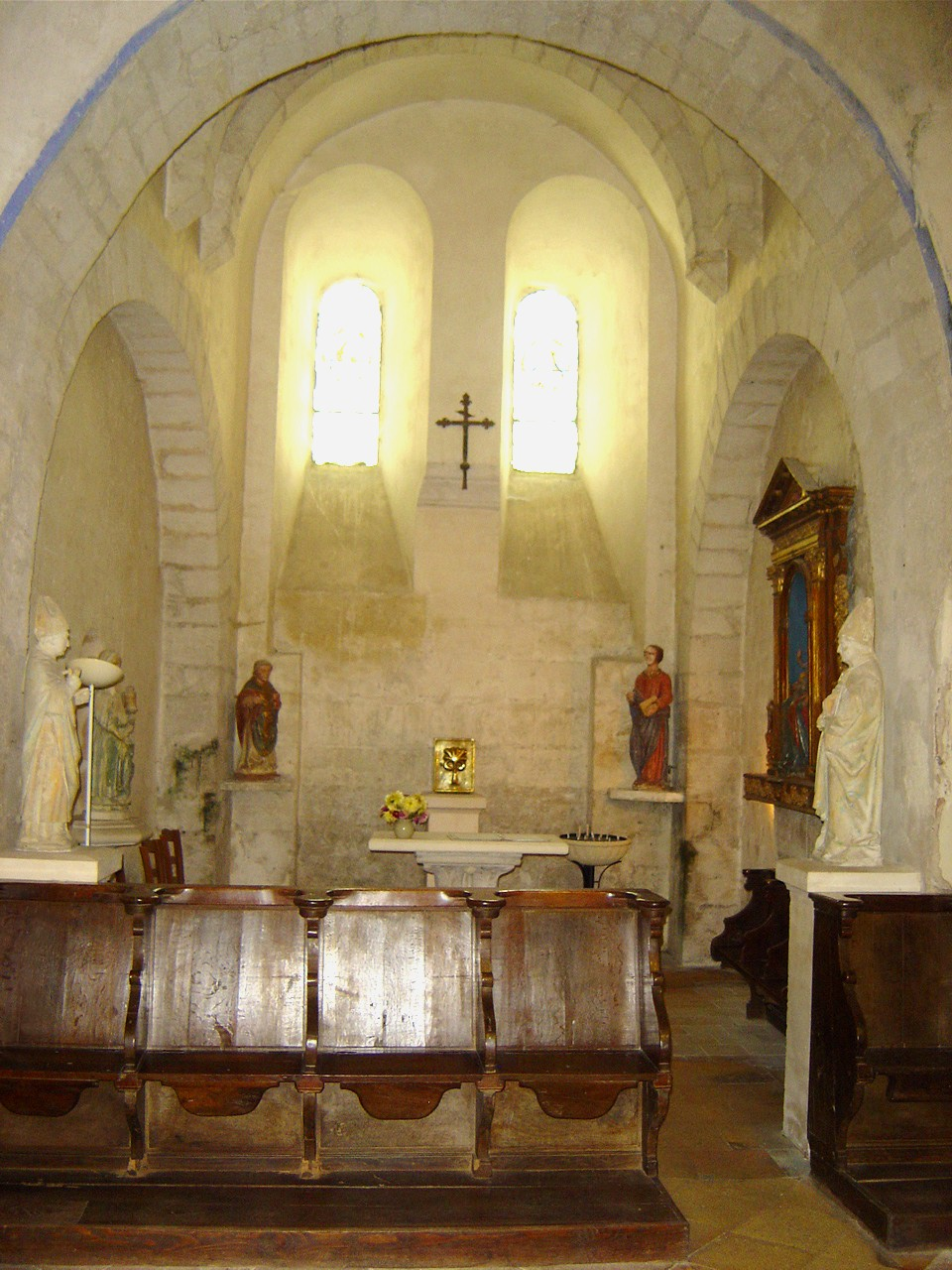
Chapelle latérale

Construite vers 1032 en style roman par le seigneur Hugues de Limeray, l'église Saint-Saturnin fut remaniée de nombreuses fois aux  XIIe, XVIe et XVIIIe siècles. La partie la plus ancienne concerne : « Une partie de la base du clocher, bâtie en petit appareil régulier, débris d'un clocher primitif reconstruit en appareil moyen au XIe siècle. »
L'abbesse de l'Abbaye de Moncé Madeleine Dorat, refusant depuis 1690 de financer les réparations indispensables du clocher de l'église, celui-ci s'écroula le 10 décembre 1711 en détériorant gravement le chœur de l'édifice. Après plusieurs actions juridiques :
« Le Roy en son Conseil fait tant droit sur le tout et conformément à l'avis dudit Sieur Chauvelin, sans avoir égard à l'opposition formée par les religieuses de Moncé, à l'exécution dudit arrest du Conseil du 22 juillet 1698, dont sa Majesté les a déboutées, a ordonné et ordonne que les rolles dans lesquels elles ont été comprises pour le prix entier des ouvrages qui ont été faits ou qui seront à faire au clocher de ladite paroisse de Limeray seront exécutées selon leur forme et teneur.
Fait au Conseil d’État du Roy, tenu à Versailles le 16e jour d'avril 1715. »
Vers 1750, une galerie qui abritait le porche fut remplacée par une sorte de hangar. La terrible crue de la Loire de 1856 envahit l'église et y produisit des dégâts importants : dégradation des murs intérieurs et extérieurs, détrempage du sol et enfoncement du carrelage à l'emplacement d'anciennes caves ou sépultures, bouleversement du mobilier, bancs, stalles, autel et marches, augmentation considérable de l'humidité dans les murs.
Vers 1880, l'abbé Blaive, curé de Limeray de 1872 à 1898, transforma la galerie qui abritait le porche en narthex sur lequel étaient réutilisées six colonnettes de marbre venant d'Amboise et un chapiteau roman apporté de l'abbaye de Moncé. Il fut démoli sous l'égide des Monuments historiques en 1963 et la façade primitive restaurée en 1964.
Depuis 2013, l'église dont la toiture était en très mauvais état, fait l'objet d'une importante campagne de restauration répartie en quatre tranches :
1. Couverture et maçonneries extérieures de l'abside et du faux carré (115 819 €) réalisée en 2013
2. Couverture de la nef (155 000 €) 2014 / 2015
3. Maçonnerie extérieure de la nef (190 000 €) 2014 / 2015
4. Évacuation des eaux pluviales et restauration des intérieurs (167 000 €) 2017 / 2019

## Statues
La plupart des statues de l'église, dont beaucoup sont inscrites ou classées au patrimoine historique, proviennent des recherches et acquisitions de l'abbé Blaive, amateur d'art et archéologue amateur, auteur de plusieurs communications à la société archéologique de Touraine. Il avait transformé l'église et son narthex en un petit musée hétéroclite dont seules les pièces essentielles ont été conservées. Il a par ailleurs rédigé en 1893 un manuscrit portant essentiellement sur la description de son église. Son frère Alfred Lucien Blaive était le propriétaire du Manoir d'Avisé à Limeray.
Liste des statues en allant de droite à gauche à partir du porche:
|    | Sujet                   | Matière     | Datation        | Inscription ou Classement | Notice dans la base Palissy | Restauration |
| -- | ----------------------- | ----------- | --------------- | ------------------------- | --------------------------- | ------------ |
| 1  | Saint Sébastien         | Pierre      | XVIIe           | 30/05/1990 I              | PM37001276                  |              |
| 2  | Sainte Marthe           | Pierre      | fin XVe         | 04/11/1908 C              | PM37000259                  | 1965         |
| 3  | Saint Antoine ermite    | Bois        | XVe             |                           |                             | 1965         |
| 4  | Saint Louis             | Pierre      | XVe             | 09/05/1967 C              | PM37000260                  |              |
| 5  | Saint inconnu           | Pierre      | XVIe            |                           |                             |              |
| 6  | Sainte Véronique        | Pierre      | XVIe            | 12/03/1907 C              | PM37000254                  | 1965         |
| 7  | Christ en croix.        | Pierre      | XVIe            | 12/03/1907 C              | PM37000251                  |              |
| 8  | Saint Clément           | Pierre      | XVIe            | 12/03/1907 C              | PM37000255                  | 1965         |
| 9  | Saint Vincent           | Pierre      | XVIe            | 30/05/1990 I              | PM37001277                  |              |
| 10 | Saint Roch              | Bois        | XVIIe           | 31/07/1995 I              | PM37001286                  | 1965         |
| 11 | Vierge à l'Enfant       | Bois        | XVIIe           | 31/07/1985 I              | PM37001288                  |              |
| 12 | Évêque                  | Pierre      | XVIIe           |                           |                             |              |
| 13 | Évêque                  | Pierre      | XVIe            |                           |                             |              |
| 14 | Vierge assise.          | Bois        | XVe/XVIe        | 31/07/1985 I              | PM37001287                  |              |
| 15 | Saint inconnu           | Pierre      | XVIe            |                           |                             |              |
| 16 | Moine pèlerin           | Pierre      | XVIe            | 31/07/1985 I              | PM37001284                  |              |
| 17 | Saint en chasuble       | Pierre      | XVIe            | 31/07/1985 I              | PM37001283                  |              |
| 18 | Sainte Marie-Madeleine  | Pierre      | XVIe            | 11/04/1902 C              | PM37000250                  | 1965         |
| 19 | Évêque                  | Pierre      | XVIe            |                           |                             |              |
| 20 | Vierge de Pitié         | Pierre      | Limite XVe/XVIe | 27/10/1999 C              | PM37001048                  | 1965         |
| 21 | Christ en croix         | Pierre      | XVIe            |                           |                             |              |
| 22 | Saint François d'Assise | Pierre      | XVIIe           | 31/07/1985 I              | PM37001282                  |              |
| 23 | Saint François d'Assise | Bois        | XVIIe           | 31/07/1985 I              | PM37001281                  |              |
| 24 | Saint Jean-Baptiste     | Pierre      | XVe             | 12/03/1907 C              | PM37000258                  |              |
| 25 | Saint Nicolas           | Terre cuite | XVIe/XVIIe      | 31/07/1985 I              | PM37001280                  |              |

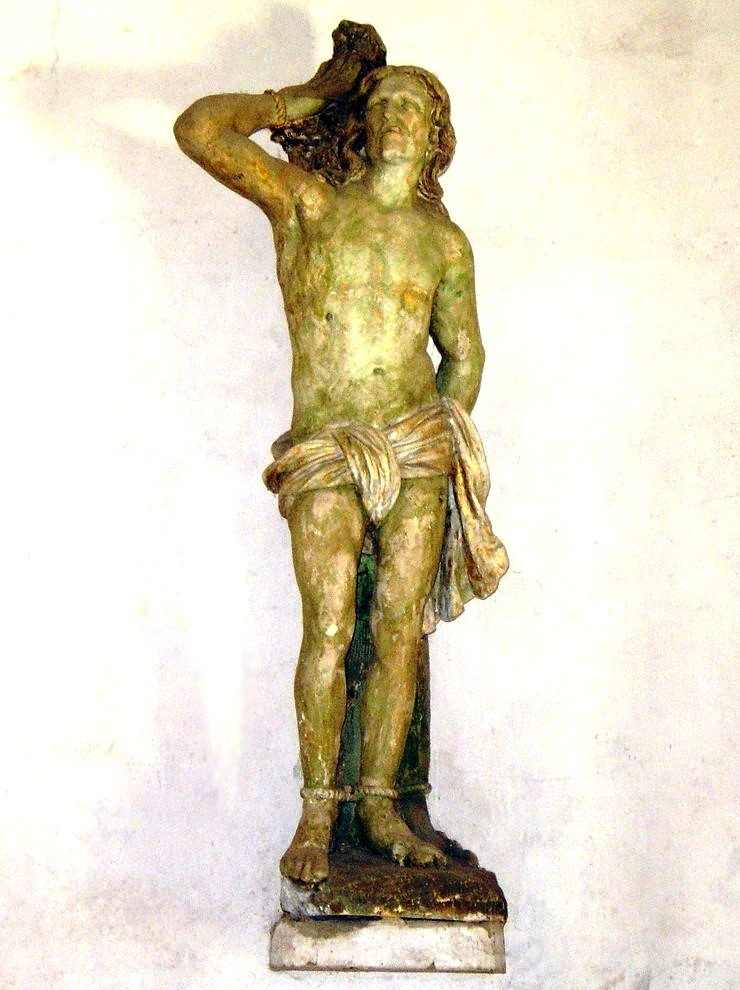
1 Saint Sébastien XVIIe siècle
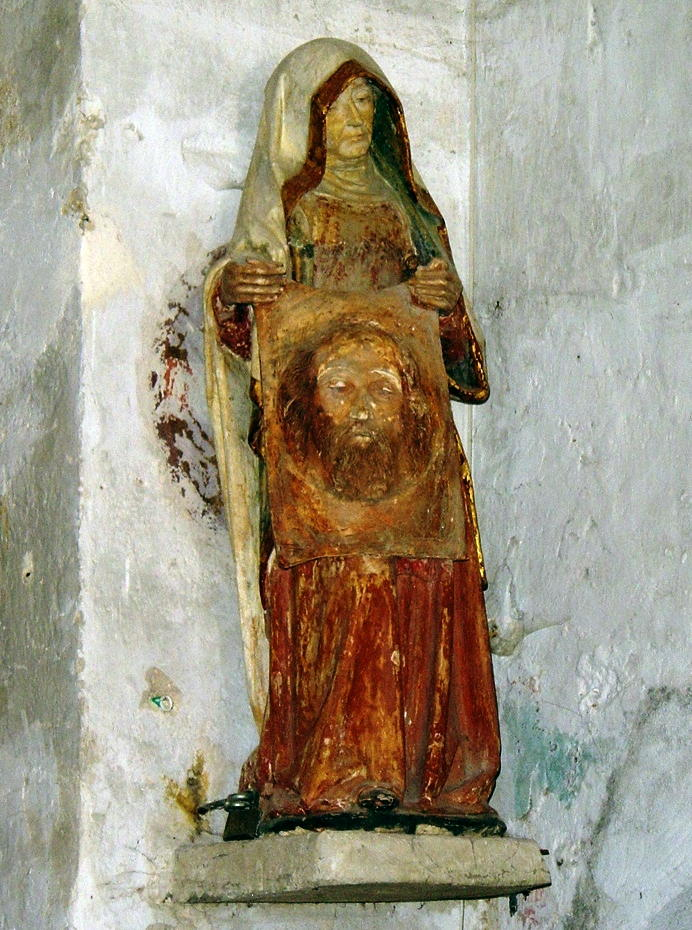
6 Sainte Véronique XVIe siècle
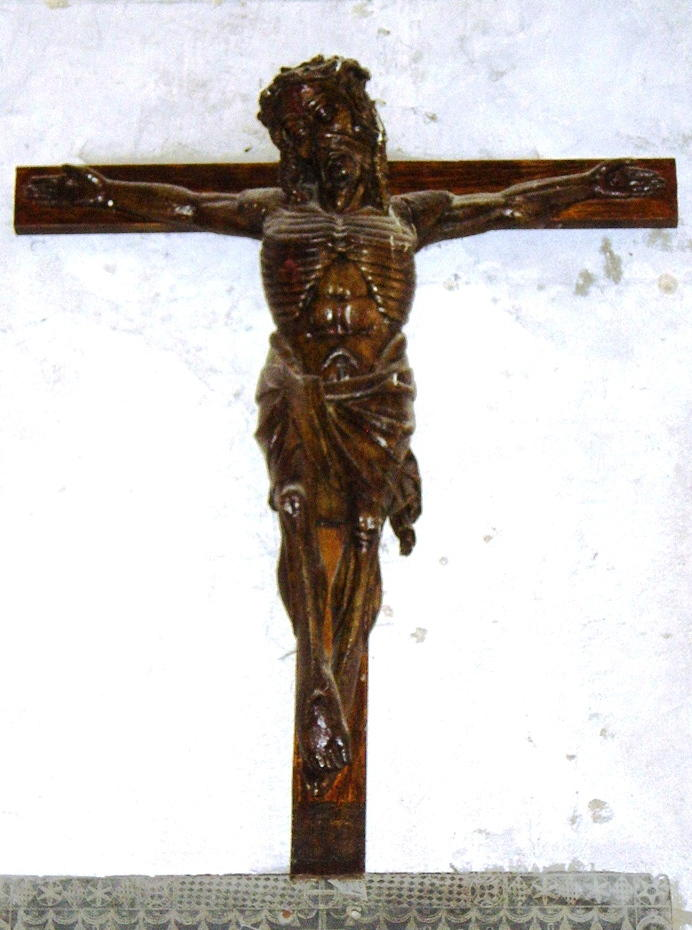
7 Christ en croix XVIe siècle
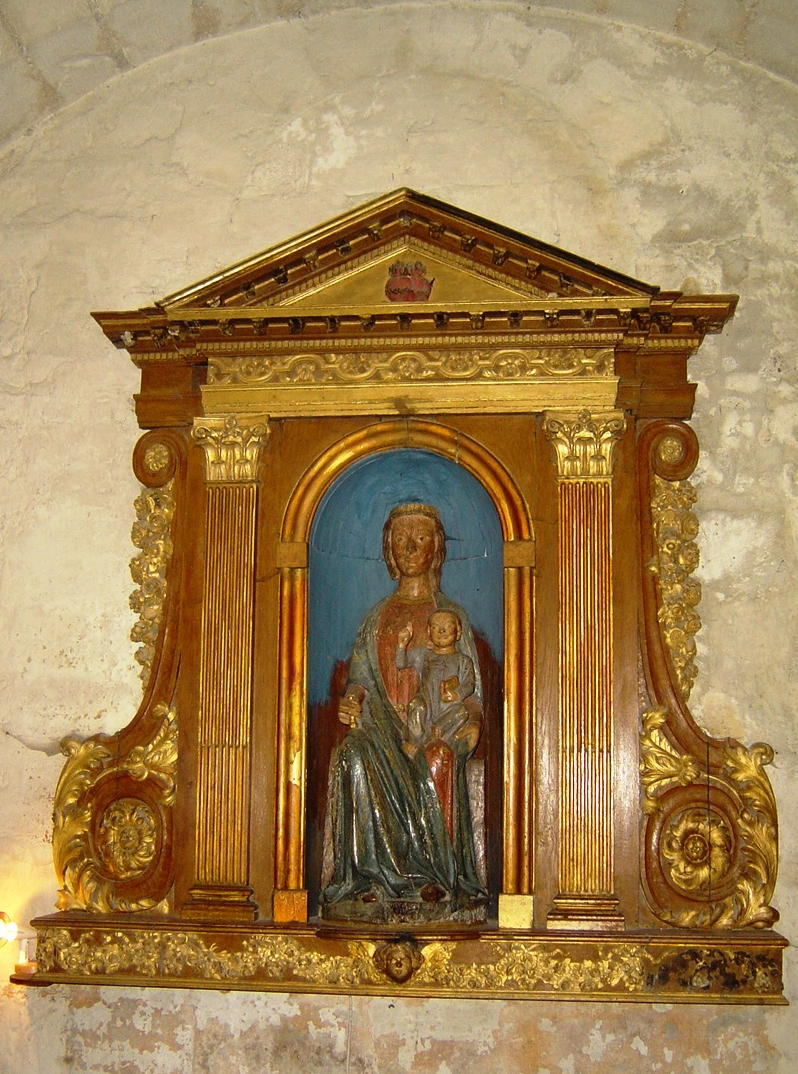
14 Vierge assise XVe siècle/XVIe siècle
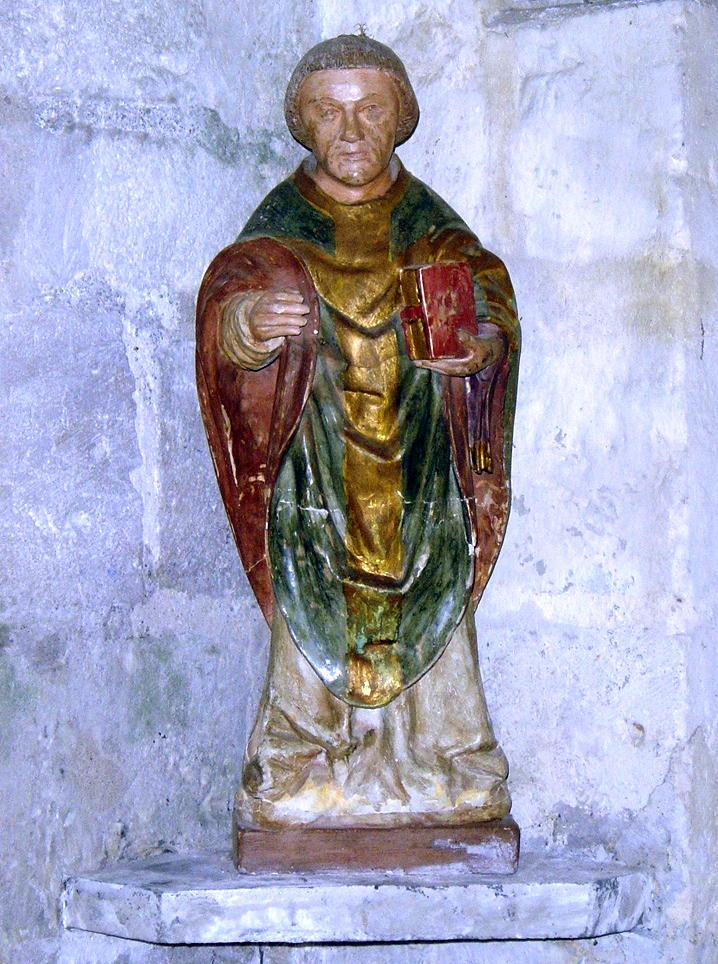
17 Saint en chasuble XVIe siècle
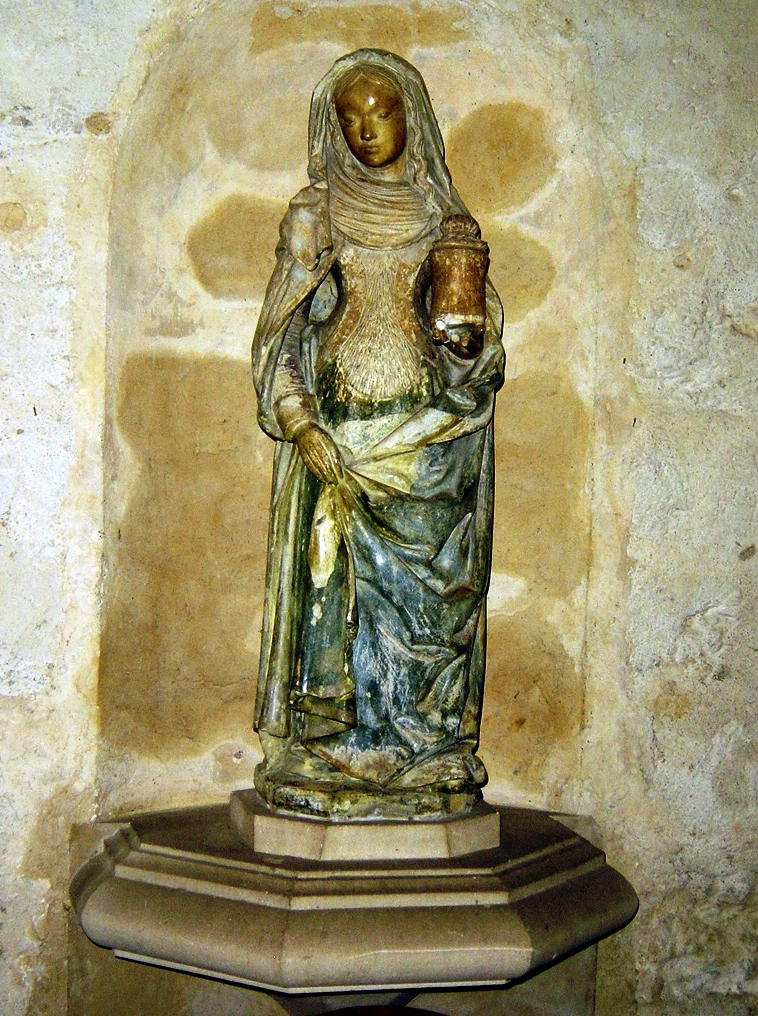
18 Sainte Marie-Madeleine XVIe siècle
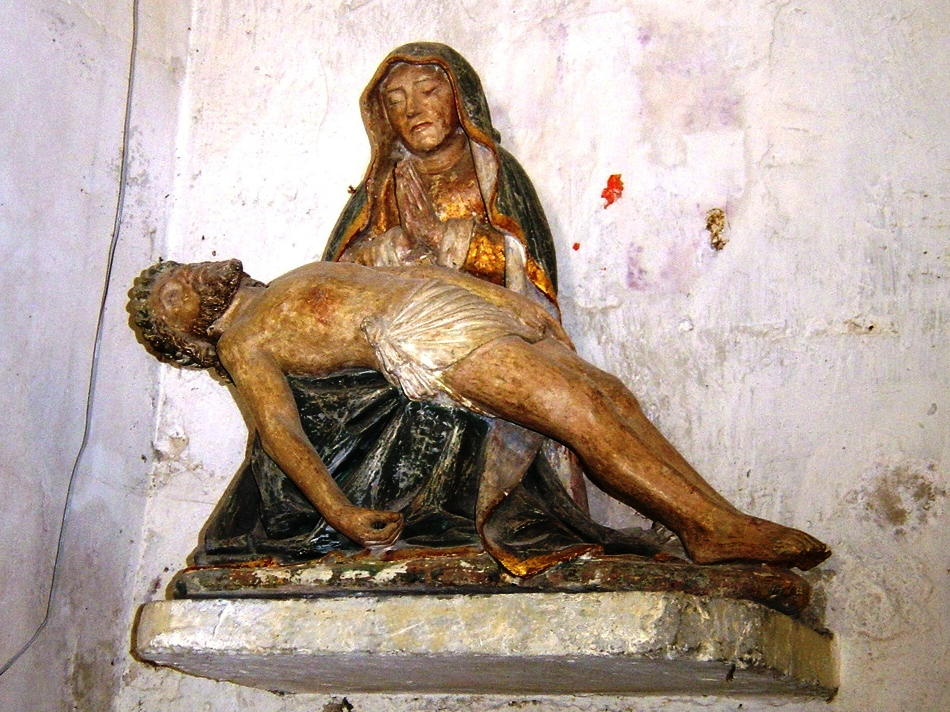
20 Pietà XVIe siècle

## Ex-voto
Sous le christ en croix no 7 se trouve un ex-voto de marinier de Loire gravé sur une ardoise. Il commémore le mariage en secondes noces de Philippe Véron (47 ans) avec Madeleine Diot (29ans) célébré dans cette église le 1er septembre 1811. Les autels seraient repris de ceux de la cathédrale Saint-Maurice d'Angers et les comètes symétriques représenteraient les apparitions de la grande comète de 1811 qui avaient fortement marqué les esprits.

## Vitraux
Les vitraux du XIXe siècle ont été réalisés par l’atelier Lobin de Tours (1837) et l’atelier Charlemagne de Toulouse (1866). Les médaillons du XVIe siècle, inclus dans les verrières de l'abside, proviennent de l'abbaye de Moncé.

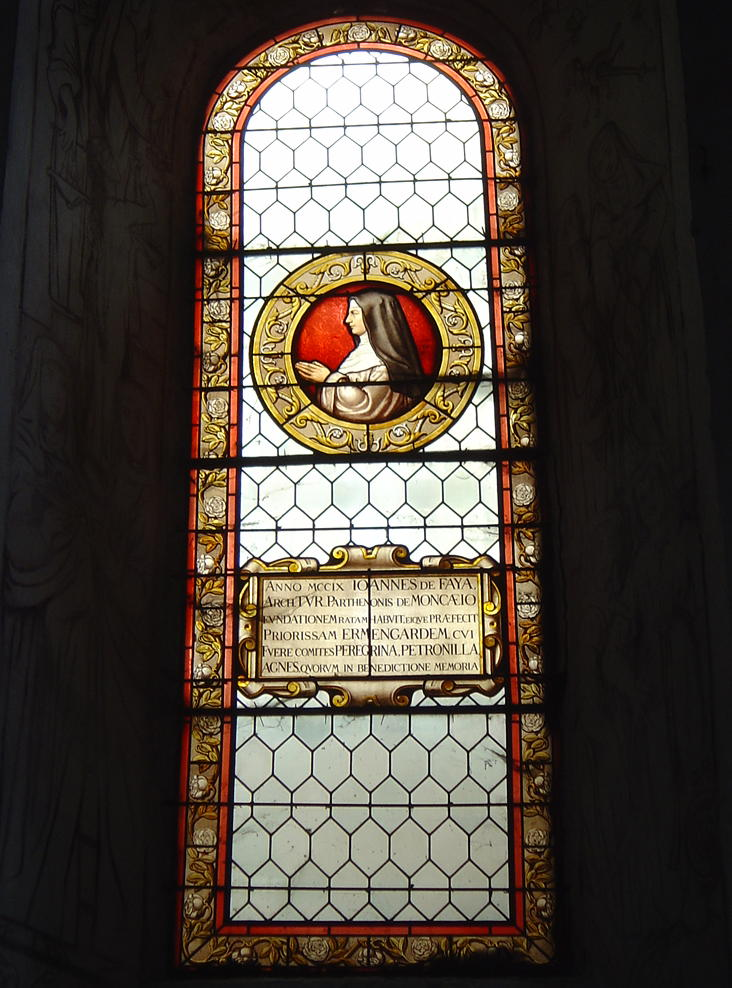
Ermengarde du Plessis
[N 17]
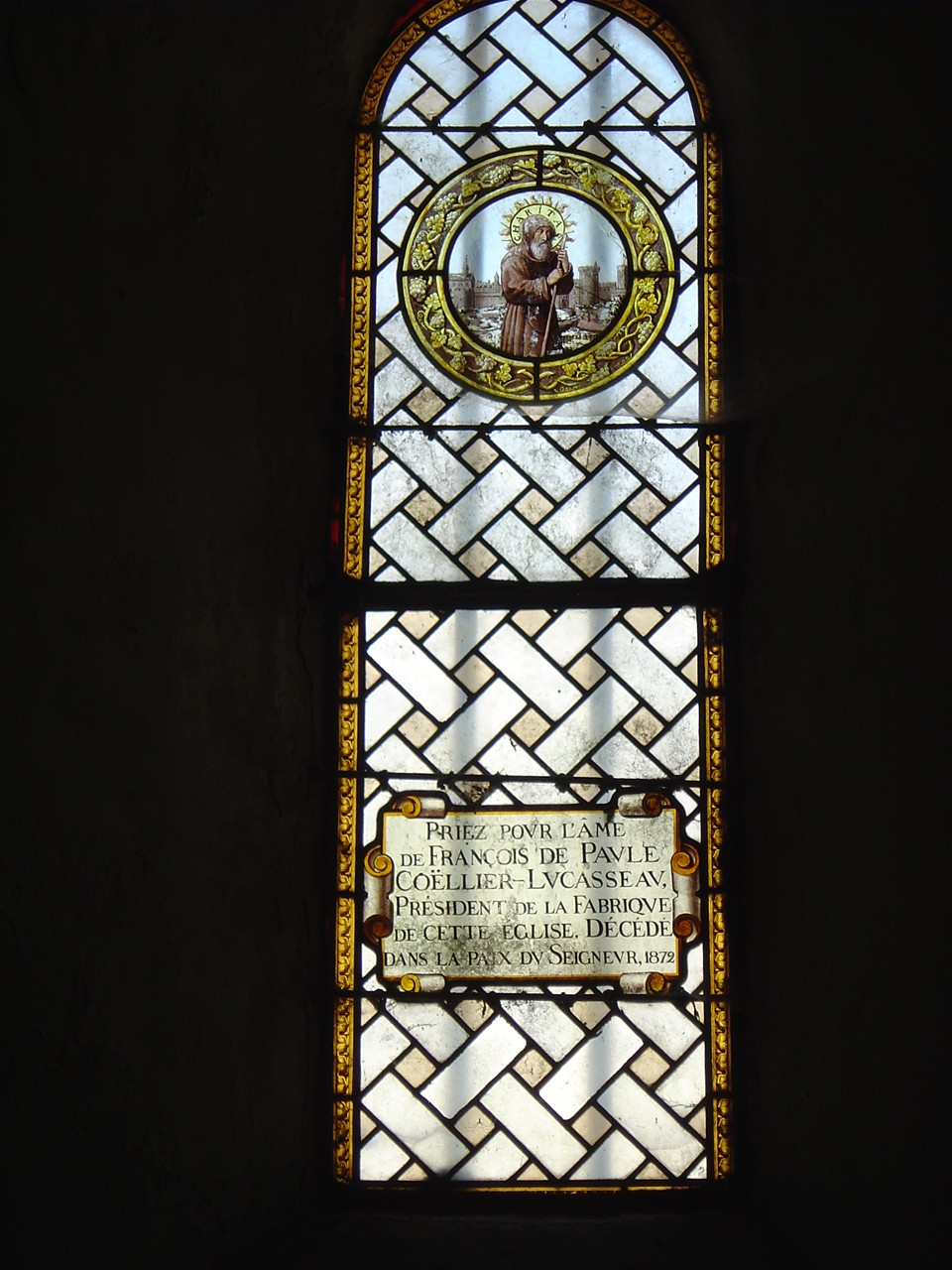
Saint François de Paule
[N 18]
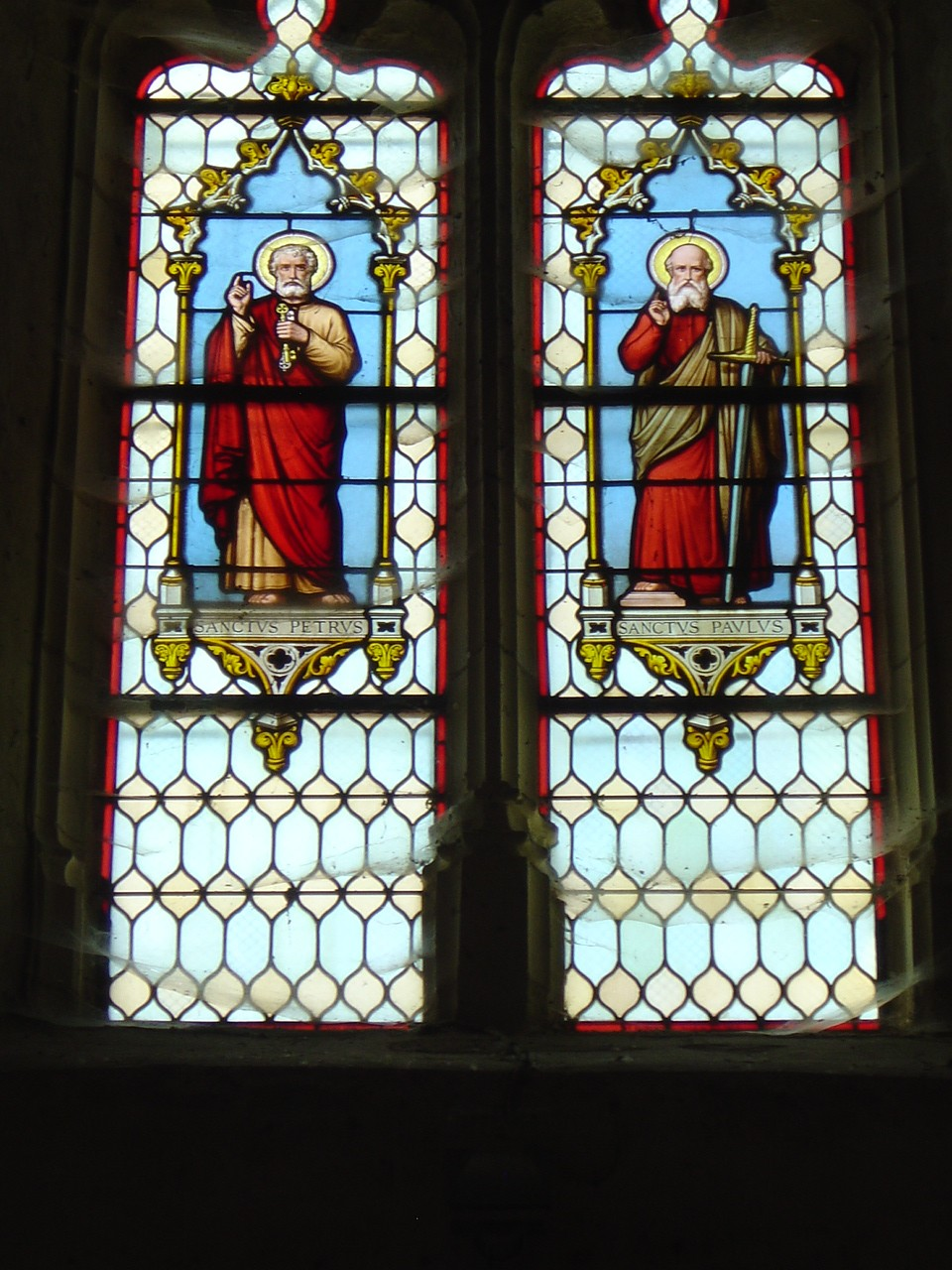
Saint Pierre et Saint Paul
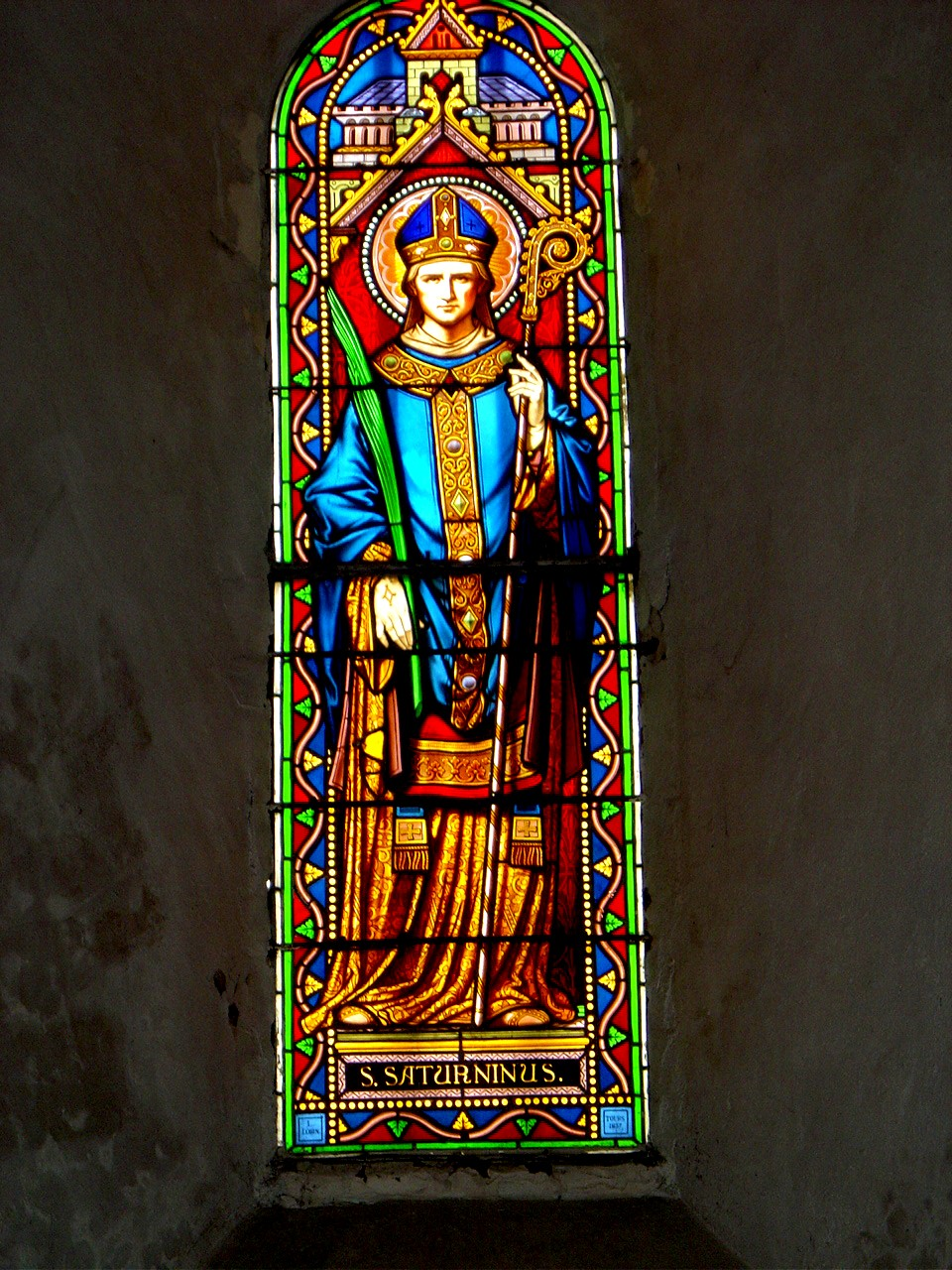
Saint Saturnin

Texte du vitrail dédié à Ermengarde du Plessis, fondatrice de l'abbaye de Moncé.
| Texte latin | Traduction Française |
| --- | --- |
| Anno MCCIX JOHANNES de FAYA Arch. TVR. Parthenonis de MONCÆIO fundatioem ratam habuit eique præfecit priorissam ERMENGARDEM, cuid fuere comites PREGRINA, PETRONILLA, AGNES, quorum in benedictionem memoria. | L'an 1209 Jean de Faye archevêque de Tours, du monastère de Moncé ratifia la fondation et mit à sa tête comme prieure Ermengarde, qui eut pour compagnes Péregrine, Pétronille, Agnès, que leur mémoire soit bénie. |